# Piper stiliferum
Piper stiliferum är en pepparväxtart som beskrevs av Truman George Yuncker. Piper stiliferum ingår i släktet Piper och familjen pepparväxter. Inga underarter finns listade i Catalogue of Life.